# Constantin von Seld
Constantin von Seld (* 8. Dezember 1975 in Hamburg) ist ein deutscher Filmeditor.
Constantin von Seld ist in Hamburg geboren und danach in Südfrankreich aufgewachsen. Ab 1995 war er Editor bei der Werbefilm-Produktionsfirma PetersenNaumann. Seit 2000 ist er als freier Editor tätig und hat zahlreiche TV- und Kinofilme montiert. Angefangen mit dem Film Barfuss hat er zusammen mit Til Schweiger dessen erfolgreichste Filme geschnitten. Seit 2015 ist er auch bei den Projekten der Regisseurin Viviane Andereggen für den Filmschnitt verantwortlich, zuletzt bei der Serie Kleo auf Netflix, die 2023 den Grimme-Preis gewann.

## Filmografie (Auswahl)
- 2005: Barfuss
- 2009: Zweiohrküken
- 2011: Kokowääh
- 2012: Schutzengel
- 2013: Kokowääh 2
- 2013: Schuld um Schuld
- 2014: Honig im Kopf
- 2015: Simon sagt auf Wiedersehen zu seiner Vorhaut
- 2016: Auf kurze Distanz
- 2016: Hattinger und der Nebel
- 2017: Fack ju Göhte 3
- 2017: Kein Herz für Inder
- 2017: Tatort: Auge um Auge
- 2018: Rufmord
- 2019: Die drei !!!
- 2020: Tatort: Züri brännt
- 2021: Die Rettung der uns bekannten Welt
- 2021: Tatort: Schoggiläbe
- 2022: Kleo (Fernsehserie, 3 Folgen)
- 2022: Lieber Kurt
- 2023: Wir haben einen Deal
- 2024: Die Chaosschwestern
- 2024: Chantal im Märchenland
- 2025: Tatort: Im Wahn